# Municipio de Meigs (condado de Adams)
El municipio de Meigs (en inglés: Meigs Township) es un municipio ubicado en el condado de Adams en el estado estadounidense de Ohio. En el año 2010 tenía una población de 3905 habitantes y una densidad poblacional de 23,9 personas por km².

## Geografía
El municipio de Meigs se encuentra ubicado en las coordenadas 38°54′14″N 83°22′19″O / 38.90389, -83.37194. Según la Oficina del Censo de los Estados Unidos, el municipio tiene una superficie total de 163.37 km², de la cual 162,13 km² corresponden a tierra firme y (0,76 %) 1,24 km² es agua.

## Demografía
Según el censo de 2010, había 3905 personas residiendo en el municipio de Meigs. La densidad de población era de 23,9 hab./km². De los 3905 habitantes, el municipio de Meigs estaba compuesto por el 96,95 % blancos, el 0,59 % eran afroamericanos, el 0,44 % eran amerindios, el 0,05 % eran asiáticos, el 0,31 % eran de otras razas y el 1,66 % eran de una mezcla de razas. Del total de la población el 1,08 % eran hispanos o latinos de cualquier raza.